# Mohammadia (Mascara)
Mohammadia (în arabă المحمدية) este o comună din provincia Mascara, Algeria.
Populația comunei este de 84.700 locuitori (2008).